# (2924) Mitake-mura
(2924) Mitake-mura (1977 DJ2; 1955 VL; 1975 VK1; 1979 QL7; 1980 WO2; 1982 DP3) ist ein ungefähr elf Kilometer großer Asteroid des äußeren Hauptgürtels, der am 18. Februar 1977 von den Japanischen Astronomen Hiroki Kōsai und Kiichirō Furukawa am Kiso-Observatorium am Berg Ontake-san in Kiso-machi im Landkreis Kiso-gun, Präfektur Nagano in Japan (IAU-Code 381) entdeckt wurde. Er gehört zur Koronis-Familie, einer Gruppe von Asteroiden, die nach (158) Koronis benannt ist.

## Benennung
(2924) Mitake-mura wurde nach der japanischen Stadt Mitake-mura benannt, da dies eine der drei Städte ist, zu denen das Kiso-Obersvatorium gehört. Nach den anderen beiden Städten wurden die Asteroiden (2470) Agematsu und (2960) Ohtaki benannt.